# Otakar Vejvoda junior
Otakar Vejvoda junior (* 18. Juni 1972 in der Tschechoslowakei) ist ein ehemaliger tschechischer Eishockeyspieler. Sein Vater Otakar Vejvoda senior und sein Bruder Martin Vejvoda waren ebenfalls professionelle Eishockeyspieler.      

## Karriere

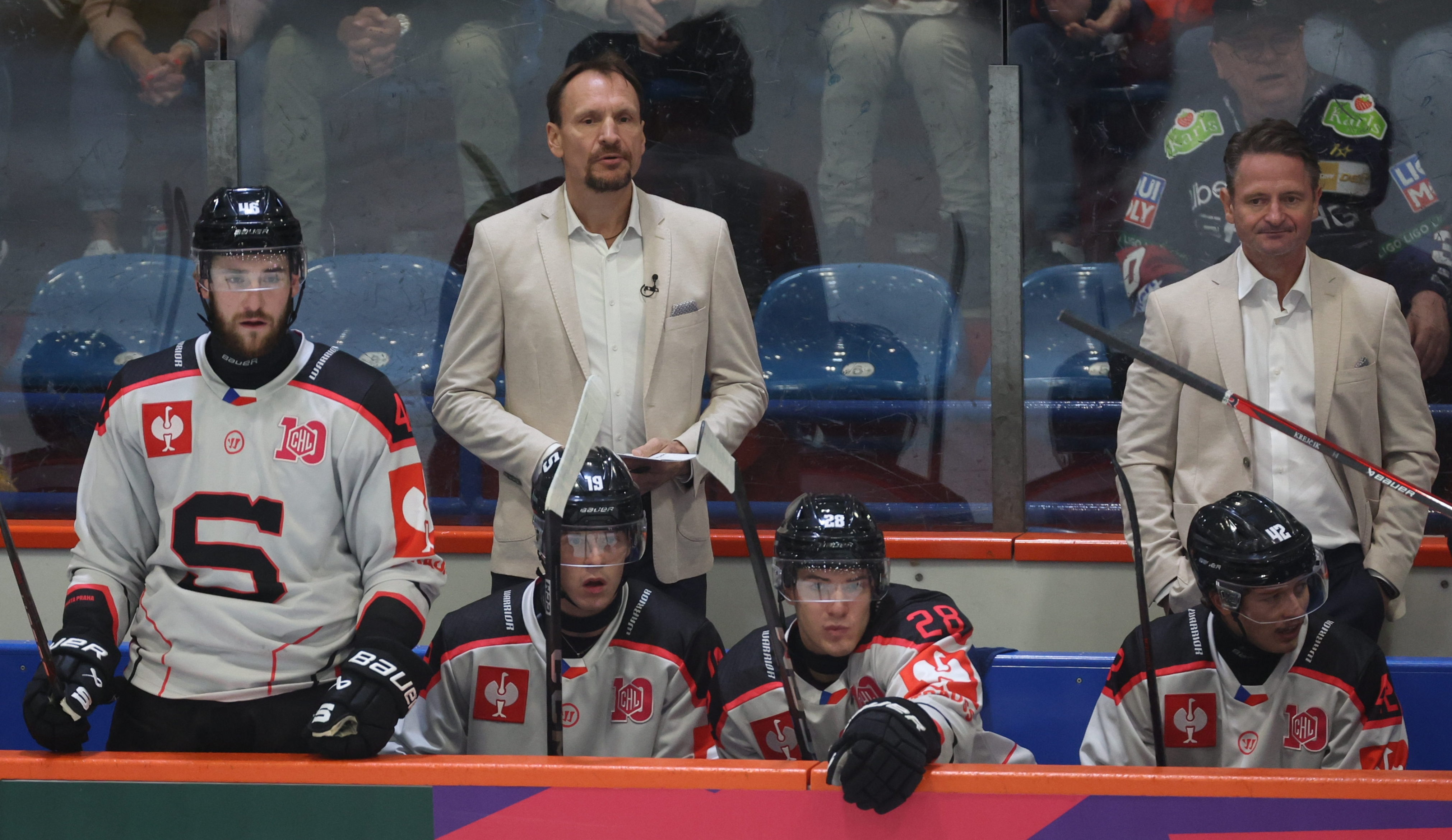
Otakar Vejvoda junior (rechts) als Co-Trainer des HC Sparta Prag (2024)

Otakar Vejvoda begann seine Karriere als Eishockeyspieler in der Nachwuchsabteilung des HC Kladno, für dessen Profimannschaft er von 1990 bis 1996 aktiv war – zunächst in der 1. Liga, der höchsten tschechoslowakischen Spielklasse, sowie ab der Saison 1993/94 nach Auflösung der Tschechoslowakei in deren Nachfolgewettbewerb, der tschechischen Extraliga. Von 1996 bis 1998 spielte der Angreifer für den AIK Solna in der schwedischen Elitserien. Anschließend beendete er bereits im Alter von 26 Jahren seine Karriere. 
Zwischen 2003 und 2005 war Vejvoda Cheftrainer der HC Berounští Medvědi aus der tschechischen 1. Liga. Nach elf Jahren Pause spielte er noch einmal in der Saison 2009/10 für die Lindigö Vikings in der Division 2, der vierten schwedischen Spielklasse. Ab 2015 gehörte er dem Trainerstab der Lindigö Vikings an und betreute vor allem die U18-Mannschaft.
Seit 2022 ist er Cheftrainer des HC Kladno, seines Heimatvereins.

### International
Für Tschechien nahm Vejvoda an den Weltmeisterschaften 1995 und 1996 sowie 1996 zusätzlich am World Cup of Hockey teil. Bei der WM 1996 gewann er mit seiner Mannschaft die Goldmedaille. Er selbst trug zu diesem Erfolg mit vier Toren und drei Vorlagen in acht Spielen bei und wurde in das All-Star-Team des Turniers gewählt.

## Erfolge und Auszeichnungen
- 1996 Goldmedaille bei der Weltmeisterschaft
- 1996 All-Star-Team der Weltmeisterschaft